# Игрок (роман)

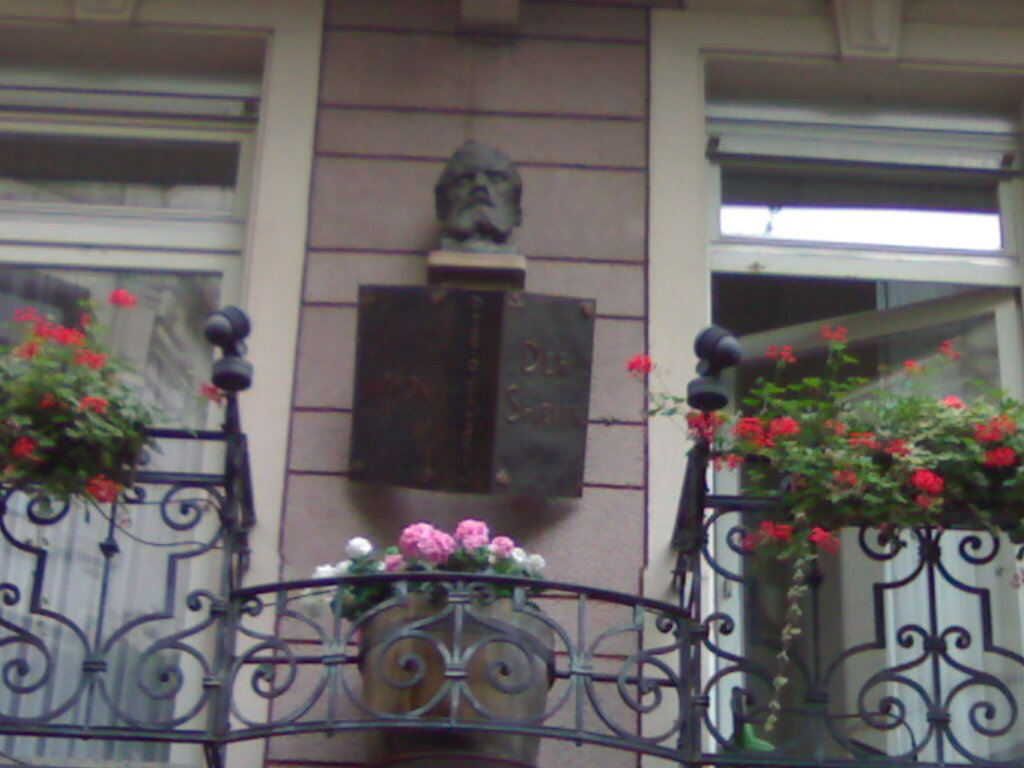
Барельеф на балконе квартиры, в которой жил Достоевский. Надпись гласит: «Здесь был написан роман „Игрок“». Баден-Баден

«Игро́к» — роман русского писателя Фёдора Михайловича Достоевского, впервые опубликованный в 1866 году.

## История создания
В 1863 году Фёдор Достоевский приехал на отдых в Висбаден. Там он за несколько дней проиграл не только все свои деньги, но и наличность своей подруги Полины Сусловой. Чтобы выпутаться из долгов, он заключил контракт с издательством на скорейшее написание нового романа «Игрок».
Достоевский трижды бывал в Бад-Хомбурге и, играя в казино, многократно проигрывал в рулетку большие суммы денег, попадая в безвыходные ситуации. Впечатления от Бад-Хомбурга использовались при написании романа. По одной из версий, роман «Игрок» написан в Петербурге в Столярном переулке.
При работе над романом Достоевский по совету своего приятеля А. П. Милюкова впервые решил воспользоваться услугой стенографистки, вместо того чтобы писать собственноручно. Достоевский согласился не сразу, поскольку такой метод был для него непривычен. Но в ходе работы он освоил диктовку, а вскоре сблизился со своей стенографисткой Анной Сниткиной и женился на ней. После свадьбы молодые отправились в свадебное путешествие в Европу, в частности в Баден-Баден, где история с рулеткой повторилась. После этого Достоевский дал жене обещание больше не играть и, действительно, не играл последние 10 лет жизни.
Темой романа является всепоглощающая страсть к азартной игре. Именно Суслова считается прототипом героини романа — Полины Александровны. Мучительные отношения главного героя с Полиной являются отражением непростых отношений Достоевского с Сусловой.

## Сюжет
История азарта, ставшего для человека уже не смыслом игры и даже не смыслом жизни, но единственной, экзистенциальной сутью бытия. Сюжет разворачивается в немецком курортном городке с вымышленным названием Рулетенбург. Главный герой — Алексей Иванович — путешествует с семьёй отставного генерала в качестве учителя его детей. Все в семье ждут смерти бабушки, чтобы получить огромное наследство. Алексей влюблён в Полину, падчерицу генерала. Сама же девушка влюблена во француза, маркиза де Грие. Тем временем бабушка приезжает в городок совершенно здоровая, увлекается игрой в рулетку и проигрывает часть своего состояния. Алексей пытается помочь Полине, выигрывая для неё огромную сумму денег, но гордая девушка не принимает их. Все герои повествования на какое-то время теряют друг друга из виду, Алексей сам становится игроком на рулетке, а через два года узнаёт, что на самом деле всё это время Полина действительно любила его.

## Суммы выигрышей и проигрышей
В романе используется большое количество наименований различных валют, имевших хождение в Европе XIX века. В частности, упоминаются талер, фридрихсдор, флорин, гульден, франк и рубль. Для лучшего понимания масштабов азарта и степени риска ниже приводятся соотношения валют так, как они описаны в романе — в моментах, когда сравниваются суммы в разных валютах:
- талер — 0,9354 рубля;
- фридрихсдор — 6,1450 рубля;
- флорин — 0,6154 рубля;
- гульден — 0,6154 рубля;
- франк — 0,3077 рубля.

Таким образом, при пересчёте видно, что выигрыш Алексея Ивановича, после которого он уезжает в Париж, составил около 61 тысячи рублей (200 000 франков). После того, как деньги потрачены, он поступает на должность секретаря с окладом в 220 рублей в год.

## Культурное влияние

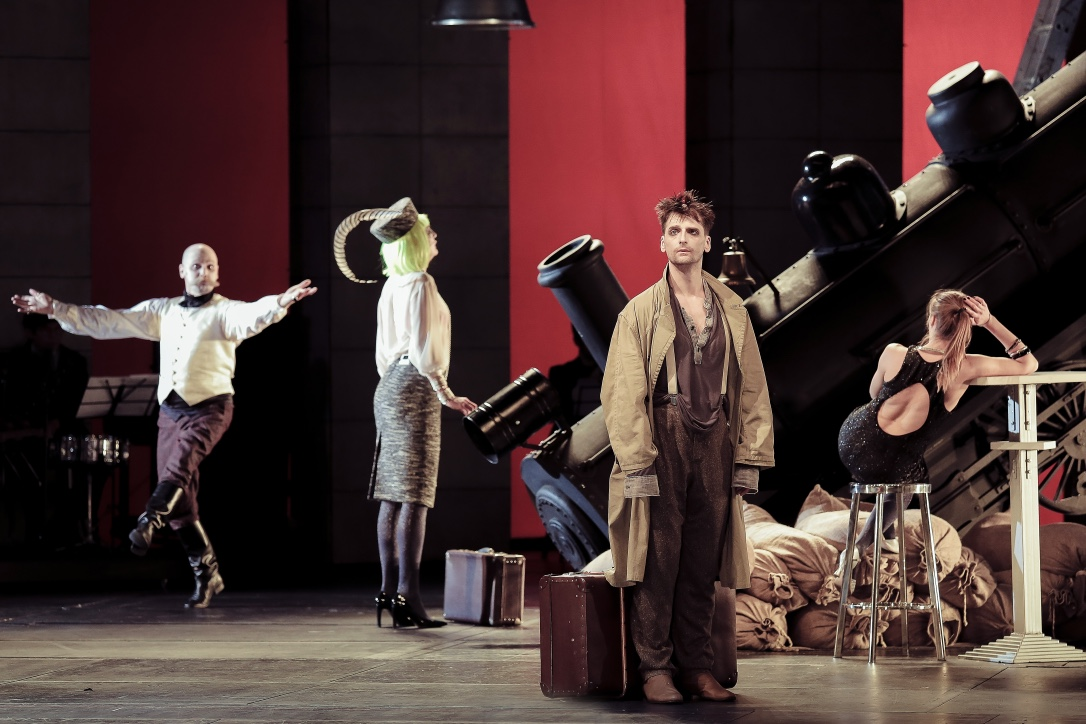
Постановка «Игрока» в петербургском Большом драматическом театре, режиссёр Роман Мархолиа

Сергей Прокофьев создал оперу «Игрок», к которой сам написал либретто по роману. Премьера состоялась в 1929 году в Брюсселе и только в 1974 году в Москве.
Роман имеет множество экранизаций, а также театральных постановок:
- 1919, Германия, Катящийся шар[нем.] — режиссёр Рудольф Бирбах[нем.]
- 1938, Франция: «Игрок» (фр. Le Joueur) — режиссёр: Луи Дакен
- 1938, Германия: «Игрок» (нем. Der Spieler) — режиссёр: Герхард Лампрехт
- 1947, Аргентина: «Игрок» (исп. El Jugador) — режиссёр Леон Климовски[исп.]
- 1948, США: «Великий грешник» (англ. The great sinner) — режиссёр: Роберт Сиодмак
- 1956, Великобритания «Игрок» (ТВ) / The Gambler — режиссёр Тони Ричардсон
- 1958, Франция, Италия: «Игрок» (фр. Le Joueur) — режиссёр: Клод Отан-Лара
- 1962, Франция «Игрок» (фр. Le Joueur) — режиссёр Франсуа Гир
- 1964, Венгрия «Игрок» / A játékos — режиссёр Шандор Сёньи
- 1965, Италия: «Игрок[итал.]» — режиссёр Эдмо Фенольо[итал.]
- 1966, СССР: «Игрок» — режиссёр Юрий Богатыренко (фильм-опера на музыку Сергея Прокофьева)
- 1968, Великобритания, «Игрок» — режиссёр Майкл Фергюсон[англ.]
- 1971, Испания: «Игрок» / El jugador (5 эпизодов сериала «Роман» — режиссёр Антонио Чик
- 1972, СССР: «Игрок» — режиссёр Алексей Баталов
- 1997, Венгрия: «Игрок»[венг.] (англ. The Gambler) — режиссёр Макка Кароя
- 2007, Германия: «Игроки» (нем. Die Spieler, англ. The Gamblers) — режиссёр: Себастиан Бьеник
- 2008, Германия: «Игрок», режиссёр Карина Фибих, фильм-опера на музыку Сергея Прокофьева
- 2010, Россия: «Игрок», режиссёр Юрий Лаптев, фильм-опера на музыку Сергея Прокофьева (Мариинский театр)
- 2015, США, Венгрия: «Игрок», режиссёр Саболч Хайду[венг.]